# Canon EF 24-105mm-objectief
De Canon EF 24-105mm f/4L IS USM is een standaardzoom-objectief gemaakt door de Japanse fabrikant Canon. De 24-105mm werd in 2005 geïntroduceerd als aanvulling op de populaire EF 17-40mm en EF 70-200mm.
Het objectief wordt doorgaans vergeleken met de EF 24-70 f/2.8L USM die een stop sneller is maar het zonder beeldstabilisatie moet stellen. Daarnaast is de EF 24-105mm voorzien van een weerbestendige afsluiting.

Optisch binnenwerk van het objectief